# Air Tractor AT-802
Air Tractor AT-802 je enomotorno turbopropelersko agrikulturno letalo. Letalo se uporablja tudi za zračno gašenje požarov, obstaja pa tudi oborožena verzija - lahki jurišnik AT-802U.
AT-802 ima dva rezervoarja za razpršilo, eden je med motorjem in kokpitom, drugi pa pod trebuhom. Skupna kapaciteta je 3.100 litrov. Verzija "Fire Boss" za gašenje požarov ima plovce in možnost dveh dodatnih 130 litrskih rezervoarjev za penilo v plovcih, le ta verzija lahko pobira vodo z vodne gladine (z morja, jezer ali vodotokov) med gibanjem ne da se ustavi. 
Močnejše gasilsko dvomotorno popularno letalo je Canadair Bombardier CL-415 oz. novi DHC-515 Firefighter, ki nosi 6.137 litrov vode in 680 litrov penila. 

## Uporaba v Sloveniji
Požar na Krasu leta 2022, ki se je razširil po teže dostopnih terenih, na katerih je bilo še precej neeksplodiranih ubojnih sredstev iz časa prve svetovne vojne, so poleg slovenskih helikopterjev (ki niso posebej prilagojeni za gašenje) pri gašenju sodelovali tudi zrakoplovi sosednjih in drugih držav EU, je v Sloveniji pokazal operativno potrebo po gasilskih letalih. Zaradi dolgih dobavnih dob večjih letal je država naročila štiri gasilna letala AirTractors AT-802F FireBoss, ki lahko tudi zajemajo vodo za gašenje; dve od teh je tudi že prejela. Ob prejemu nista bili opremljeni s plovci (tip Fireboss), v to različico sta bili nadgrajeni v Španiji jeseni 2023.
Požar na Krasu leta 2024 je bil prvi v katerem so sodelovala slovenski letali, sicer še z tujimi piloti, ker domači še niso bili izšolani. Cikel zajemanja vode v jadranskem morju in odmetavanja vode je trajal 12 minut.

## Specifikacije (AT-802)
- Posadka: 2
- Kapaciteta: 820 am. galon (3.104 L) razpršila
- Dolžina: 35 ft 11 in (10,95 m)
- Razpon kril: 59 ft 3 in (18,06 m)
- Višina: 12 ft 9 in (3,89 m)
- Površina krila: 401,0 ft2 (37,25 m2)
- Vitkost krila: 8,8:1
- Prazna teža: 6505 lb (2.951 kg)
- Gros teža: 16000 lb (7.257 kg)
- Motor: 1 × Pratt & Whitney Canada PT6A-67F turboprop, 1350 KM (1007 kW)

- Potovalna hitrost: 221 mph (356 km/h)
- Dolet: 800 milj (1.289 km)
- Višina leta (servisna): 25000 ft (7.620 m)
- Hitrost vzpenjanja: 850 ft/min (4,3 m/s)

## Specifikacije (AT-802U)
Splošne značilnosti
- Posadka: 2 (tandem)
- Dolžina: 35 ft 8 in (10,87 m)
- Razpon kril: 59 ft 1 in (18 m)
- Višina: 11 ft 6 in (3,5 m)
- Površina kril: 401 sq ft (37,3 m2)
- Teža praznega letala: 6.400 lb (2.903 kg)
- Bruto teža: 16.000 lb (7.257 kg)
- Maks. vzletna teža: 16.000 lb (7.257 kg)
- Pogon letala: 1 × Pratt & Whitney Canada PT6A-67F turboprop, 1.600 shp (1.200 kW)
- Propelerji: št. lopatic: 5 Hartzell Propeller HC-B3TN

Zmogljivost
- Maks. hitrost: 230 mph; 370 km/h (200 kn)
- Potovalna hitrost: 184 mph; 296 km/h (160 kn)
- Doseg: 1.841 mi; 2.963 km (1.600 nmi)
- Trajanje leta: 10 ur
- Višina leta (servisna): 25.000 ft (7.620 m)Oborožitev
- 8 nosilcev za 9.000 lb (4.100 kg) tovora
  - 2.500 lb (1.100 kg) ali 1.000 lb (450 kg) pametne bombe
  - 8 × AGM-114 Hellfire protioklepne rakete
  - 38 × 275 in (7.000 mm) Hydra 70 nevodene rakete
  - 2 × GAU-19 .50-calibre (12.7×99 mm) strojnica